# Ne0;lation
『ne0;lation』（ネオレイション）は、原作：平尾友秀、作画：依田瑞稀による日本の漫画作品。『ジャンプGIGA』（集英社）2018 SUMMER vol.1 - vol.3にて「ne0-ネオ-」のタイトルで短期連載された後、「ne0;lation」に改題し『週刊少年ジャンプ』（集英社）にて2019年2号から2019年22・23号まで連載された。

## ストーリー
IQ191の天才少年と自称する主人公・ネオこと尾根新太は悪人をいじめることが趣味であり、人並み外れたハッキング能力を活かして悪人を懲らしめていた。ネオは街中に多く存在する悪人を撲滅し、街を支配しようとする。

## 登場人物

### 主要人物
尾根 新太/ne0（おね あらた/ネオ）
本作の主人公。尾町田高校1年。自称IQ191の天才少年で、理系の不良。コンピューターを自由自在に操ることができ、その能力で悪人をいじめることが趣味。
薬袋 大悟（みない だいご）
ネオの同級生。元不良だったが、現在はバイトをしながら高校に通っている。
石崎 夕子（いしざき ゆうこ）
ダンスチームのエース。通称・ユッコ。

### 主要人物の関係者
宮内 咲（みやうち さき）
ユッコの友人。
薬袋 水穂（みない みずほ）
大悟の姉。ホットドッグ店を経営している。
麻夜 帳（まや とばり）
ネオの亡き幼馴染み。

### 黒幕とその仲間
ジェヴォーダン
咲の行方不明事件を裏で操っていた組織の主。
ブギー
賭けレースをする走り屋で、ジェヴォーダンの一味。関西弁で喋る。

### その他の人物
安西 誠人（あんざい まこと）
レミングという違法アプリを提供した犯人。
山城 達臣（やましろ たつおみ）
元走り屋。現在は住職。通称・ター坊。

## 書誌情報
- 原作：平尾友秀、作画：依田瑞稀 『ne0;lation』 集英社〈ジャンプ・コミックス〉、全3巻
  1. 「悪の魔法使い」2019年4月9日発行（4月4日発売[集 1][2]）、ISBN 978-4-08-881827-6
  2. 「ネオVSジェヴォーダン」2019年6月9日発行（6月4日発売[集 2]）、ISBN 978-4-08-881870-2
  3. 「ネットの外の人達」2019年7月9日発行（7月4日発売[集 3]）、ISBN 978-4-08-882020-0